# Le Voleur de femmes
Pour plus de détails, voir Fiche technique et Distribution.
Le Voleur de femmes (titre italien : Ladro di donne) est un film franco-italien, réalisé par Abel Gance, sorti sur les écrans en 1938.

## Fiche technique
- Titre français : Le Voleur de femmes
- Titre italien : Ladro di donne
- Réalisateur : Abel Gance
- Scénario : Abel Gance, d'après un roman de Pierre Frondaie
- Photographie : Roger Hubert
- Montage : Jacques Manuel
- Musique : Henri Verdun
- Décors : Jacques Colombier et Athos R. Natali
- Sociétés de production : Films Union et Pisorno Cinematografica
- Format : Noir et blanc — 35 mm — 1,37:1 — Son : Mono
- Genre: Film dramatique
- Durée : 96 minutes
- Dates de sortie : 
  - France - 30 mars 1938
  - Royaume d'Italie - 10 septembre 1938

## Distribution
- Jules Berry : Sadoc Torner
- Blanchette Brunoy : Madeleine Barchevin
- Saturnin Fabre : l'académicien
- Annie Ducaux : Anita
- Gilbert Gil : Pierrot
- Robert Ozanne
- Jean-Max : Barchevin